# 박어
박어(朴漁, ?~?)는 발해의 관료이다.

## 생애
검교개국남(檢校開國男)인 그는 발해 멸망 이후 좌수위소장(左首衛小將) 모두간(昌豆干) 등과 함께 발해의 유민 1,900호를 거느리고 고려에 내투해 고려의 태조 왕건(王建)으로부터 후한 대접을 받았다고 한다.